# Patrick Grigoriu
Patrick Grigoriu (* 25. März 1991 in Sigmaringen, Deutschland) ist ein rumänischer Tennisspieler.

## Karriere
Patrick Grigoriu spielt hauptsächlich auf der ATP Challenger Tour und der ITF Future Tour. Er feierte bislang zehn Doppelsiege auf der Future Tour. Auf der Challenger Tour gewann er das Doppelturnier in Andria im Jahr 2014.
Bei seinem Heimturnier in Bukarest trat Grigoriu 2015 erstmals bei einem Turnier der ATP World Tour an. Mit Costin Pavăl ging er im Doppel dank einer Wildcard an den Start. Die Paarung unterlag in der Auftaktrunde Simone Bolelli und Steve Darcis in drei Sätzen.

## Erfolge
| Legende (Anzahl der Siege)  |
| Grand Slam                  |
| ATP World Tour Finals       |
| ATP World Tour Masters 1000 |
| ATP World Tour 500          |
| ATP World Tour 250          |
| ATP Challenger Tour (1)     |

### Doppel

#### Turniersiege
| Nr. | Datum             | Turnier | Belag         | Partner      | Finalgegner                     | Ergebnis           |
| --- | ----------------- | ------- | ------------- | ------------ | ------------------------------- | ------------------ |
| 1.  | 22. November 2014 | Andria  | Hartplatz (i) | Costin Pavăl | Roman Jebavý Andreas Siljeström | 7:64, 6:74, [10:5] |